# جبريل راميريز (لاعب كرة قدم)
جبريل راميريز (بالإسبانية: Gabriel Ramírez) (29 يونيو 1995 في الأرجنتين - ) هو لاعب كرة قدم أرجنتيني في مركز الوسط. لعب مع نادي لانوس.

## وصلات خارجية
- جبريل راميريز (لاعب كرة قدم) على موقع قاعدة بيانات كرة القدم.إي يو (الإنجليزية)
- جبريل راميريز (لاعب كرة قدم) على موقع Soccerway.com (الإنجليزية)